# Most Džordža Vašingtona
Most Džordža Vašingtona je viseći most sa dva nivoa koji premošćava reku Hadson povezujući kvart Menhetna Vašington Hajts u gradu Njujork sa varoši Fort Li u Nju Džerziju. Most je dobio ime po Džordžu Vašingtonu, prvom predsedniku Sjedinjenih Američkih Država. Most Džordža Vašingtona je jedan od najprometnijih mostova za motorna vozila na svetu, preko koga je 2016. godine prešlo 103 miliona vozila. On je u vlasništvu Lučke uprave Njujorka i Nju Džerzija, bidržavne agencije koja upravlja infrastrukturom u Luci Njujork i Nju Džerzi. Most Džordž Vašington je takođe neformalno poznat kao GV most, GVB, GV ili Džordž, a bio je poznat i kao most Fort Li ili most preko reke Hadson tokom izgradnje.
Ideja o mostu preko reke Hadson prvi put je predložena 1906. godine, ali tek 1925. godine državna zakonodavna tela Njujorka i Nju Džerzija su glasala su da dozvoli planiranje i izgradnja takvog mosta. Izgradnja mosta Džordž Vašington započela je u oktobru 1927. godine. Most je svečano posvećen 24. oktobra 1931. godine i otvoren je za saobraćaj narednog dana. Otvaranje mosta Džordž Vašington doprinelo je razvoju okruga Bergen u državi Nju Džerzi u kome se nalazi Fort Li. Gornji nivo je proširen sa šest na osam traka tokom 1946. Šest traka donjeg nivoa je izgrađeno ispod postojećeg raspona od 1958. do 1962. godine zbog povećanog protoka saobraćaja.
Most Džordža Vašingtona je važan koridor za putovanja unutar njujorškog metropolitenskog područja. Ima gornji nivo koji nosi četiri trake u svakom pravcu i donji nivo sa tri trake u svakom pravcu, za ukupno 14 voznih traka. Ograničenje brzine na mostu je 45 mph (72 km/h). Gornji nivo mosta takođe obezbeđuje pešački i biciklistički saobraćaj. Međudržavni put 95 (I-95) i US ruta 1/9 (US 1/9, sastavljena od US 1 i US 9) prelaze reku preko ovog mosta. Put US 46, koji se u potpunosti nalazi u Nju Džerziju, završava se na pola puta preko mosta na državnoj granici sa Njujorkom. Na svom istočnom kraju u Njujorku, most se nastavlja na Trans-menhetanski auto-put (deo I-95, koji se povezuje sa ekspresnim putem preko Bronksa).
Most Džordža Vašingtona dug je 1450 metara, a raspon mu je 1.100 metara. Imao je u vreme njegovog otvaranja najduži glavni raspon mosta na svetu i držao je taj rekord do otvaranja mosta Golden gejt 1937. godine.

## Opis
Most Džordža Vašingtona projektovali su glavni građevinski inženjer Otmar Aman, projektant Alston Dana, i pomoćnik glavnog inženjera Edvard V. Sterns, sa Kasom Gilbertom kao konsultantskim arhitektom. On povezuje Fort Li u okrugu Bergen, Nju Džersi, sa Vašington Hajtsom na Menhetnu, Njujork. Za izgradnju mosta bilo je potrebno 113.000 kratkih tona (101.000 dugih tona; 103.000 t) fabrikovanog čelika; 28.000 kratkih tona (25.000 dugih tona; 25.000 t) žice, koja se proteže 106.000 mi (171.000 km); i 20.000 kratkih tona (18.000 dugih tona; 18.000 t) cigle.

### Nivoi
Most ima 14 saobraćajnih traka, po sedam u svakom smeru. Kao takav, most Džordža Vašingtona sadrži više traka za vozila od bilo kog drugog visećeg mosta, i predstavlja najprometniji most za vozila na svetu. Četrnaest traka na mostu je neravnomerno podeljeno na dva nivoa: gornji nivo sadrži osam traka, dok donji nivo sadrži šest traka. Gornji nivo je otvoren 25. oktobra 1931. i širok je 90 ft (27 m). Gornji nivo je prvobitno imao šest traka, ali su 1946. dodate još dve trake. Iako je donji nivo bio deo prvobitnih planova za most, on je otvoren tek 29. avgusta 1962. godine. Gornji nivo ima vertikalni razmak od 14 ft (4,3 m), a svi kamioni i druga vangabaritna vozila moraju koristiti gornji nivo. Kamionima je zabranjen pristup donjem nivou, koji ima propustnost od 13,6 ft (4,1 m). Sve trake na oba nivoa su široke 8 ft 6 in (2,59 m). Vozila koja prevoze opasne materije (HAZMAT) su zabranjena na nižem nivou zbog zatvorenosti. Vozila koja nose HAZMAT mogu koristiti gornji nivo, pod uslovom da su u skladu sa striktnim smernicama navedenim u „Crvenoj knjizi” Lučke uprave.
Na gornjem rasponu mosta su dva trotoara, po jedan sa svake strane. Međutim, biciklisti i pešaci obično mogu da koriste samo južni trotoar, pošto je severni trotoar normalno zatvoren. Severni trotoar je privremeno ponovo otvaran 2017. godine dok je na južnom trotoaru postavljena privremena ograda za sprečavanje samoubistava, u pripremi za postavljanje trajnih ograda na oba trotoara.
Most Džordža Vašingtona je dugačak 4.760 ft (1.450 m) i ima glavni raspon od 3.500 stopa 3.500 ft (1.100 m). Uzimajući u obzir visinu donjeg nivoa, most se proteže 212 ft (65 m) iznad srednje visoke vode u svom centru, i 195 ft (59 m) iznad srednje visoke vode ispod njujorškog sidrišta. Glavni raspon mosta je bio najduži glavni raspon mosta na svetu u vreme njegovog otvaranja 1931. godine, i bio je skoro duplo veći od 1.850 ft (560 m) dugog prethodnog rekordera, Ambasador mosta u Detroitu. Ovu titulu je držao do otvaranja mosta Golden Gate 1937. godine. Završetak mosta Džordža Vašingtona pokazao je da su duži viseći mostovi fizički i ekonomski izvodljivi. Pre izgradnje mosta, inženjeri su verovali da je dužina visećeg raspona veliki pokazatelj ekonomske izvodljivosti visećeg mosta.

## Napomene
1. ↑  Bilo je 51 milion motorista koji su platili putarinu u istočnom smeru 2016. godine, tako da je broj prelaza približno dva puta veći od te cifre[5]

## Spoljašnje veze
- George Washington Bridge Official Site Port Authority of New York and New Jersey
- NJ DOT map showing jurisdictions of highways leading to the bridge Архивирано на веб-сајту  (31. јануар 2020)
- George Washington Bridge - Historic Overview NYCRoads.com
- George Washington Bridge Trivia
- Historic American Engineering Record (HAER) No. NY-129, "George Washington Bridge"
- George Washington Bridge на веб-сајту
- The George Washington Bridge in Heavy Smog, View Toward the New Jersey Side of the Hudson River from World Digital Library